# Vladimír Tošovský
Vladimír Tošovský (ur. 17 października 1961 w Pradze) – czeski inżynier i menedżer, w latach 2009–2010 minister przemysłu i handlu.

## Życiorys
Absolwent elektrotechniki na Politechnice Czeskiej w Pradze, specjalizował się w przesyle i dystrybucji energii elektrycznej. Od 1986 zatrudniony w przedsiębiorstwach energetycznych, od 1995 pełnił funkcję dyrektora działu w spółce akcyjnej STE, a od 2001 zajmował stanowisko dyrektorskie w koncernie ČEZ. W 2005 podjął pracę w ČEPS, czeskim operatorze systemów przesyłowych. Został tam dyrektorem handlowym, a w 2006 dyrektorem generalnym i przewodniczącym rady dyrektorów przedsiębiorstwa.
Od maja 2009 do lipca 2010 sprawował urząd ministra przemysłu i handlu w technicznym rządzie Jana Fischera. Powrócił następnie na stanowiska w ČEPS, z których został odwołany w 2016.